# Giovanni Ordelaffi
Giovanni Ordelaffi (1355-1399) est un noble italien du XIVe siècle. Il appartient à la famille des Ordelaffi de la ville de Forlì.

## Biographie
Giovanni Ordelaffi est un célèbre condottiere. Il est engagé par Antonio della Scalla pour commander, avec Ostasio da Polenta, les troupes de Vérone contre celles de Padoue, placées sous l'autorité de John Hawkwood.
Le 11 mars 1387, il est fait prisonnier lors de la fameuse bataille de Castagnaro, remportée par John Hawkwood.
La même année, après avoir été libéré, il tente de reprendre Forlì pour libérer son oncle Sinibaldo, emprisonné par ses enfants Cecco et Pino.
Il épouse l'une des filles de Malatesta Malatesta.
Il meurt empoisonné par son cousin Pino II Ordelaffi.